# フォンジューン
フォンジューン（タイ語：ฟ้อนเจิง、ラテン文字表記：Fon jerng)とは、タイに伝わる武術。舞踊や体操として行われることも多い。

## 概要
現在のタイの北部、中国の雲南省の一部にあったラーンナー王国で生まれた武術である。ラーンナー王国はビルマ等との戦いが絶えなかったため、武術が発達していった。
フォンとはラーンナー語で「踊り」、ジューンとは「戦術（戦うための芸術）」という意味で、フォンジューンは「戦いのための踊り」、または「武踏」という意味である。
現在タイの北部で伝承されているが、伝承者がかなり減ってきており、武術として習う人はさらに少なくなっている。

## 技法
柔らかく変幻自在な動きを特徴とする。円や8の字の動きを得意とし、見た目は中国拳法に近い感じである。
以下の動作が基本である。この2つの動きから全ての動きが生まれるとされる。
基本動作
胡坐をかいて膝の上に両手をのせ、片方の手のひらを上にもう片方は下にし、そこから左右の手を上下に反転させる。
ビッボアバーン（蓮の花が咲く）
指先を伸ばして左右の手首を合わせハスの蕾が花を開く形から手首を反転させる。
簡単な動きで出来ているので無理なく身体能力を高めることが出来る。基本の動きで体術も武器術も行うことが出来る。武器術には、二刀の剣術（フォンダープという）、棒術（フォンマイコーンという）、槍術、薙刀術等がある。型もあるようで、体術や武器の多くの型がある。